# Paródia Nacional
Paródia Nacional foi um programa de entretenimento que passou na SIC em 1997.
José Figueiras foi o apresentador do programa.
Formato de origem espanhola trata-se um concurso musical aberto a todos para 
apurar a melhor canção satírica sobre temas da actualidade portuguesa. 
O público envia letras sugestivas, a SIC dá a música. As interpretações ficam a 
cargo de uma companhia de cantores e bailarinos residentes. Apresentam-se, em 
cada programa, seis canções das quais três são premiadas